# Norton Commander
Norton Commander (viết tắt là NC) là một chương trình quản lý tập tin theo kiểu cũ (không dùng giao diện đồ họa) được John Socha viết cho hệ điều hành DOS (16 bit) trước đây và đã được phát hành bởi Trung tâm điện toán Peter Norton (sau này được tập đoàn Symantec mua lại). Norton Commander từng được dùng rất phổ biến bởi khả năng hỗ trợ giao diện đồ họa và tính tiện dụng của nó.
Norton Commander dễ sử dụng vì có 2 bảng song song nhau. Sau khi khởi động chương trình, người dùng sẽ nhìn thấy 2 bảng với danh sách các tập tin. Ở phần dưới cùng của màn hình, NC hiển thị danh sách các lệnh, muốn dùng lệnh nào (như copy, paste hay move) chỉ cần bấm vào mà không cần phải gõ các câu lệnh đó. Từ phiên bản 3.0 trở đi có cộng thêm tiện ích xem và chỉnh sửa được gọi bởi 2 phím F3 và F4 đã tạo cho NC thành một công cụ DOS dành cho "siêu người dùng" (superuser).
Sau khi Microsoft phát hành Windows 95, một hệ điều hành có giao diện đồ họa mới, NC trở nên ít phổ biến vì phương tiện Windows Explorer của Windows 95 và vì sự thiếu hỗ trợ tên tập tin dài của NC.
Lúc phát hành phiên bản NC 5.51 hỗ trợ tên file dài, một phiên bản giao diện đồ họa mới hoàn toàn đã được giới thiệu bởi Symantec vào năm 1999, Norton Commander for Windows. Phiên bản này tích hợp hoàn toàn với Windows (hỗ trợ tính phức tạp của tên tập tin dài và "Thùng rác" - Recycle Bin), tích hợp Quick View để xem nội dung các file như văn bản Microsoft Office trong một bảng nhỏ bên cạnh.

Volkol Commander chạy trên nền DOS

Hiện nay nếu muốn dùng Norton Commander trong môi trường DOS hay Windows 95/98 thì có 2 sự lựa chọn:
- Dùng Volkov Commander có giao diện giống hệt Norton Commander nhưng hỗ trợ tên tập tin dài,
- Dùng chương trình quản lý tập tin miễn phí free Commander hay có phí Total Commander (có giao diện đồ họa dễ sử dụng) để me may beo.